# Meroglossa impressifrons
Meroglossa impressifrons är en biart som först beskrevs av Smith 1853.  Meroglossa impressifrons ingår i släktet Meroglossa och familjen korttungebin. Inga underarter finns listade i Catalogue of Life.

## Bildgalleri

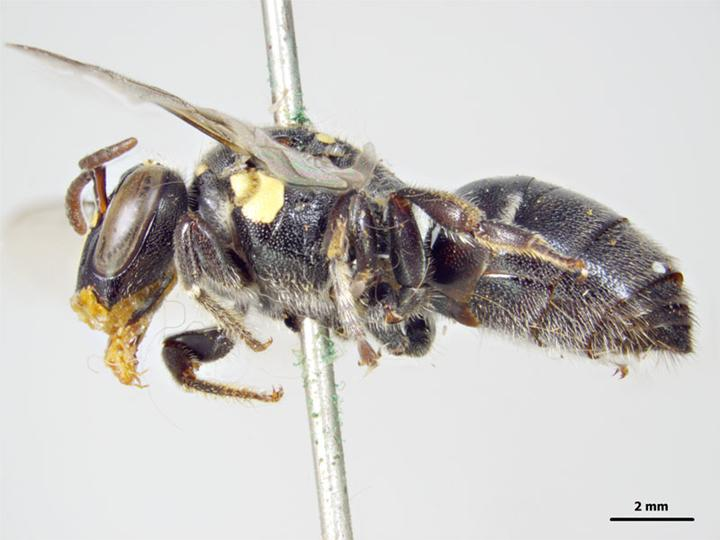
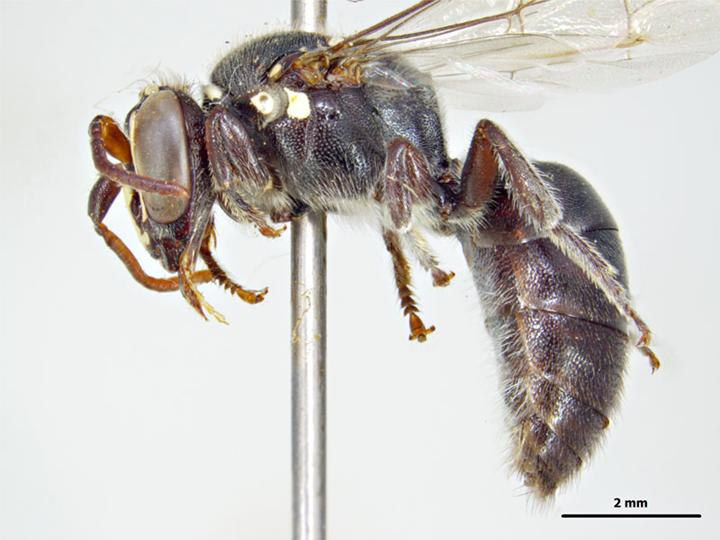